# Editorial Izcandé
La Editorial Izcandé es una editorial costarricense, que edita fundamentalmente libros de Historia de Costa Rica, de cantones, municipalidades e instituciones de ese país.  Se especializada en producciones académicas, históricas, educativas y culturales.

## Historia
Fue fundada en 1997 por la Administradora de Empresas, Licda. Marcela Alán Berríos. En abril de 1998 editó su primer libro biográfico, la historia del Prof. Rafael Ángel Argüello Contreras, Hijo Predilecto del Cantón de Santo Domingo de Heredia, Costa Rica. 
En sus orígenes, la Editorial Izcandé trabajó en biografías de héroes, maestros, médicos y ciudadanos ilustres costarricenses. En la actualidad, la Editorial produce obras acerca de la historia de los pueblos, cantones, instituciones y municipalidades de Costa Rica.  Usa formatos físicos y digitales, tipo e-books.

## El concepto Izcandé
El nombre “Izcandé” proviene del vocablo bribri “Itscandé”, que se traduce como “Gota de Lluvia”.  
La Editorial lo utiliza como homenaje al pseudónimo “Gota de Lluvia”, con que firmaba su poesía la escritora costarricense Melba Iris Argüello Rodríguez (8 de mayo de 1944 – 18 de julio de 1992) y al pasado aborigen de un pueblo autóctono de Costa Rica: los bribris.  

## Localización
La editorial actualmente está ubicada en:
- Costa Rica